# Melek Ibrahim Pascha
Melek Ibrahim Pascha (Melek İbrâhim Paşa; * 1595 in Divriği, Provinz Sivas; † 3. Dezember 1685 in Belgrad) war ein osmanischer Heerführer. Den Spitznamen „Şeytan“ (Teufel) bekam er für seinen schnellen Witz und seine Unverschämtheiten, Sultan Mehmed IV. änderte ihn wegen seiner Verdienste bei der Verteidigung Budapest in „Melek“ (Engel). Melek Ibrahim Pascha verteidigte 1684 erfolgreich die Stadt Ofen gegen die kaiserliche Armee.

## Leben und Wirken
Er ging in jungen Jahren nach Istanbul und stieg als Protegé seines Landsmanns Sayyid Mustafa Pascha in der Finanzverwaltung auf. 1661 wurde er Gouverneur von Ägypten, wurde aber 1663/64 wegen Veruntreuung für sieben Monate inhaftiert. 1664 wurde er zum Gouverneur von Diyarbakır ernannt. 1672 nahm er als Wesir an der Belagerung von Kamjanez-Podilskyj (Osmanisch-Polnischer Krieg) teil. 1673 wurde İbrâhim Pascha Statthalter von Heraklion und 1675 Gouverneur von Damaskus.
Als Serdar von Polen belagerte İbrâhim Pascha 1677 Tschyhyryn in der Ukraine. Nach dieser erfolglosen Kampagne wurde İbrahim Pascha entlassen und an den Hof befohlen. Er erschien vor Mehmed IV. und wurde vom Sultan schwer gerügt, weil er eine kleine Palanka wie die Festung Tschyhyryn nicht hatte erobern können und dem Staat materiellen und moralischen Schaden zufügt hatte. İbrâhim Pascha verteidigte sich zwar damit, dass Tschyhyryn klein, aber sehr stark befestigt und von Wasser umgeben sei. Man hätte sie 23 Tage lang belagert, er habe die Belagerung jedoch in Absprache mit dem Khan der Krim, Selim I. Giray, aufgehoben, da rund 100.000 Soldaten aus Russland den Belagerten zu Hilfe gekommen waren, aber er konnte dem Gefängnis nicht entkommen. Erst nach 53 Tagen Haft kam er wieder frei.
1677 wurde er zum Gouverneur von Heraklion, dann von Erzurum und Diyarbakır ernannt. Später wurde er zum Statthalter von Budin (Budapest) ernannt, und nach dem Tod von Kara Mehmed Pascha stieg er zum Gouverneur dieser Provinz auf. 1684 verteidigte er Buda 109 Tage lang erfolgreich gegen das kaiserliche Herr unter Karl V. von Lothingen. Wegen seiner Popularität und seines Erfolges wurde Melek İbrâhim Pascha vom Großwesir Kara İbrâhim Pascha heftig beneidet, und eine Gelegenheit wurde gesucht, um ihn zu entlassen. Bei einem Treffen in Anwesenheit des Sultans wurde beschlossen, Bekri Mustafa Pascha, den Serasker der ungarischen Front, durch einen erfolgreicheren Befehlshaber zu ersetzen, und Melek İbrâhim Pascha wurde in dieses Amt berufen.
İbrâhim Pascha, der den Winter in Belgrad verbrachte, sammelte im Frühjahr ein Heer auf dem Sammelplatz von Semlin (Zemun). Großwesir Kara İbrahim Pascha versorgte ihn jedoch nicht mit ausreichend Soldaten und Munition, so dass Melek İbrahim Pascha gezwungen war, den Feldzug von 1685 mit unzureichenden Mitteln zu führen.
Als die Nachricht von der Belagerung Neuhäusels durch die Österreicher kam, beschlossen İbrâhim Pascha und seine Unterführer, das besetzte Gran (Esztergom) zu belagern, nachdem einige Generäle meinten, dass es sehr schwierig sei, mit der Armee Neuhäusel zu entsetzen. Man nahm an, dass die Österreicher Neuhäusel verlassen und Gran zu Hilfe kommen würden. Herzog Karl von Lothringen, der hörte, dass Gran von den Türken belagert wurde, zögerte nicht, mit dem größeren Teil seiner Truppen nach Gran zu ziehen, mit dem Rest aber die Belagerung von Neuhäusel voranzutreiben. Als İbrâhim Pascha erfuhr, dass sich die Österreicher näherten, hob er die Belagerung von Gran auf und brachte seine Armee bei Tát in Stellung. Die osmanische Armee befand sich in einer schwer angreifbaren Position, da auf ihrer rechten Seite die Donau, auf der linken Seite ein Gebirge, dahinter eine Straße nach Buda und auf ihrer Vorderseite ein schwer zu passierender Sumpf lag. Beide Seiten standen sich vier Tage gegenüber ohne anzugreifen. Der Herzog von Lothringen erkannte die Absichten des Serdar und gab vor, nachts zu fliehen und zog seine Armee zurück. Şahin Mehmed Pascha, Kethüda Ahmed Pascha, Ahmed Pascha, die dachten, die Österreicher seien wirklich geflohen, jagten ihnen mit ihren Männern schnell hinterher. Als der Herzog bei Morgengrauen seine Armee zum Kampf aufstellte, kam es zur Schlacht bei Gran. Die osmanischen Streitkräfte versuchten mehrere schlecht koordinierte Angriffe, wurden aber durch Geschütz- und Musketenfeuer abgewehrt und zogen sich ungeordnet durch den Sumpf und dann nach Buda zurück. Ein paar Tage später fiel Neuhäusel, die osmanische Besatzung und fast alle Einwohner wurden massakriert. In der Folge kamen Gerüchte auf, İbrâhim Pascha habe große Mengen Nachschub verbrennen lassen und eigenmächtig Friedensverhandlungen mit den Österreichern begonnen. Nach der Niederlage bei Gran konnten die Österreicher bis zum Ende des Jahres zahlreiche Ortschaften erobern.
İbrâhim Pascha  wurde wegen dieser Niederlagen und wegen der Gerüchte zum Tode verurteilt und in Belgrad am 3. Dezember 1685 hingerichtet. Sein Körper wurde dort begraben, und sein abgetrennter Kopf, der an den Hof gebracht wurde, wurde in Edirne begraben.
Melek İbrâhim Pascha wird von den zeitgenössischen Historikern als zukunftsorientierte Person beschrieben, die es aber nicht verstand, den politischen Intrigen am Hof zu entgehen. Fast alle Historiker sind sich einig, das Melek İbrahim Pascha einem Komplott des Großwesirs Kara İbrahim Pascha zum Opfer fiel. Melek İbrahim Pascha, der während seiner Regierungszeit in Ägypten eine Moschee in Kairo hatte bauen lassen, besaß auch eine Moschee und ein Herrenhaus in Defterdarburnu in Istanbul Ortaköy. Es wird berichtet, dass die Himmetzâde-Loge in Istanbul ebenfalls von İbrâhim Pascha erbaut wurde.